# Menara Komtar Complex
Le Menara Komtar Complex est un gratte-ciel de Malaisie situé à George Town, dans l'État de Penang. Achevé en 1986, il mesure 232 m pour 65 étages, ce qui en fait le plus haut bâtiment de la ville.